# Hubert Durand
Hubert Durand, né le 21 octobre 1910 à La Caillère (Vendée), mort le 12 octobre 1981 à La Roche-sur-Yon, est un homme politique français, sénateur de la Vendée de 1959 à 1977.

## Carrière
Directeur des Assurances générales pour la Vendée en 1942, minotier à Mortagne-sur-Sèvre de 1945 à 1973, Hubert Durand devient président de la Chambre de commerce et d'industrie de La Roche-sur-Yon en 1951 et directeur des caisses rurales de Crédit mutuel en 1952, directeur général puis président de la Fédération régionale des caisses de Crédit mutuel de Vendée, Loire et Sèvres.
Conseiller général de La Roche-sur-Yon, il devient sénateur le 29 juin 1959, par suite de la nomination comme ministre de l'Agriculture d'Henri Rochereau, dont il est le suppléant. Il est réélu en 1968. Il se représente en 1977, mais n'est pas réélu.
Au Sénat, il s'inscrit au Groupe des Républicains et Indépendants.
Il est brièvement président du conseil général de la Vendée, en 1969-1970.

## Mandats
- Sénateur de la Vendée (juin 1959-septembre 1968, septembre 1968-octobre 1977)
- Président du conseil général de la Vendée (mai 1969-décembre 1970)
- Président du Syndicat départemental d'alimentation en eau potable de la Vendée

## Hommages
Son nom a été donné à un boulevard de La Roche-sur-Yon.